# Chaetozone berkeleyorum
Chaetozone berkeleyorum är en ringmaskart som beskrevs av Banse och Edward Hobson 1968. Chaetozone berkeleyorum ingår i släktet Chaetozone och familjen Cirratulidae. Inga underarter finns listade i Catalogue of Life.